# Józef Ksawery Elsner
Józef Ksawery Elsner (polonès: Józef Elsner)  (Grodków, 1 de juny de 1769 - Varsòvia, 18 d'abril de 1854) fou un compositor alemany del Romanticisme.
El seu pare el volia dedicar a la medicina i malgrat que arribà estudiar alguns cursos, però quan es va convèncer de què la seva vocació era definitiva, s'entregà per sencer a la música. El 1792 fou director dels Concerts de Lemberg i des de 1799 fins a 1821 director del teatre de Varsòvia. El 1815 fundà el conservatori d'aquella ciutat, que dirigí fins al 1830, 
i en el que tingué alumnes com Kazynski, o Anton Orlowski.
Elsner és autor de nombroses òperes, avui oblidades, misses, motets, himnes, Te Deum, simfonies, quartets, romances, etc.. que es poden recomanar pel natural desenvolupament en les veus, però que resten mancades d'originalitat.
La llista no exhaustiva de les seves òperes és la següent:
- Mieczyslaw Slepy (1807);
- Karol Wietki i Witykind (1807);
- Sierra Morena (1811);
- Fagiello Wietki (1820);
- El sacrifici d'Abraham, totes elles escrites en l'estil emfàtic de Johann Simon Mayr i Ferdinando Paër.

Té el mèrit històric d'haver sigut un dels mestres de Frédéric Chopin. La seva esposa fou per molt de temps cantant de l'Òpera de Varsòvia.